# NGC 1553
NGC 1553 é uma galáxia lenticular (S0) localizada na direcção da constelação de Dorado. Possui uma declinação de -55° 46' 46" e uma ascensão recta de 4 horas, 16 minutos e 10,6 segundos.
A galáxia NGC 1553 foi descoberta em 5 de Dezembro de 1834 por John Herschel.